# Rambling Rector (Rose)
Rambling Rector (englisch ausschweifender Pfarrer) ist eine Rambler-Rose, die an einer geeigneten Stütze, zum Beispiel an einem alten Obstbaum, bis zu 7 m hoch hinaufrankt. Als Rosa-Multiflora-Hybride, wohl mit Anteilen einer Moschus-Rose, stehen ihre halb gefüllten, weißen Blüten in Büscheln, sind stark duftend und einmalblühend; die Triebe der Rambling Rector wachsen locker, haben wenig Stacheln und tragen mittelgrünes Laub. Die Blüten sind eine ausgezeichnete Bienenweide und erblühen als eine der ersten weißen Rambler, d. h. vor Bobbie James, Sanders White, u. a. Ramblern. Friert in extrem kalten Wintern stark zurück, treibt aber wieder neu aus.
Im Herbst schmückt Rambling Rector mit zahlreichen, kleinen, oval-runden, orangen Hagebutten, die eine natürliche Vogelnahrung bieten können.